# 希雷科沃农村居民点
希雷科沃农村居民点（俄语：Шилыковское сельское поселение）是俄罗斯联邦伊万诺沃州列日涅沃区所属的一个农村居民点。其下辖有23个居民点，行政中心为希雷科沃。据2016年统计，该农村居民点的人口为3100人。